# Perm Steel Tigers 2019
Questa voce raccoglie le informazioni riguardanti i Perm Steel Tigers nelle competizioni ufficiali della stagione 2019.

## Campionato di football americano della Russia 2019

### Stagione regolare
| Perm' 25 maggio 2019 | Perm Steel Tigers | 38 – 6 (14-0 10-0 14-0 0-6) referto | Ekaterinburg Ural Lightnings |  |

| Samara 6 luglio 2019 | Samara Stormbringers | 29 – 35 (d.t.s.) (6-6 0-8 15-9 8-6 0-6) referto | Perm Steel Tigers | SK Lokomotiv |

| Perm' 27 luglio 2019 | Perm Steel Tigers | 21 – 0 (a tavolino) referto | Chelyabinsk Tanks |  |

### Playoff
| Zelenograd 17 agosto 2019 | Moscow Patriots | 13 – 0 (0-0 6-0 0-0 7-0) | Perm Steel Tigers | Stadio del Rugby |

## Statistiche di squadra
| Competizione      | %Vittorie | In casa | In casa | In casa | In casa | In casa | In casa | In trasferta | In trasferta | In trasferta | In trasferta | In trasferta | In trasferta | Totale | Totale | Totale | Totale | Totale | Totale |
| Competizione      | %Vittorie | G       | V       | N       | P       | Pf      | Ps      | G            | V            | N            | P            | Pf           | Ps           | G      | V      | N      | P      | Pf     | Ps     |
| ----------------- | --------- | ------- | ------- | ------- | ------- | ------- | ------- | ------------ | ------------ | ------------ | ------------ | ------------ | ------------ | ------ | ------ | ------ | ------ | ------ | ------ |
| Stagione regolare | 1.000     | 2       | 2       | 0       | 0       | 59      | 6       | 1            | 1            | 0            | 0            | 35           | 29           | 3      | 3      | 0      | 0      | 94     | 35     |
| Playoff           | .000      | 0       | 0       | 0       | 0       | 0       | 0       | 1            | 0            | 0            | 1            | 0            | 13           | 1      | 0      | 0      | 1      | 0      | 13     |
| Totale            | .750      | 2       | 2       | 0       | 0       | 59      | 6       | 2            | 1            | 0            | 1            | 35           | 42           | 4      | 3      | 0      | 1      | 94     | 48     |